# Банабую
Банабую (порт. Banabuiú)  —  муниципалитет в Бразилии, входит в штат Сеара. Составная часть мезорегиона Сертойнс-Сеаренсис. Входит в экономико-статистический  микрорегион Сертан-ди-Кишерамобин. Население составляет 17 510 человек на 2006 год. Занимает площадь 1 079,987 км². Плотность населения — 16,2 чел./км².

## Статистика
- Валовой внутренний продукт на 2003 составляет 40.744.827,00 реалов (данные: Бразильский институт географии и статистики).
- Валовой внутренний продукт на душу населения на 2003 составляет 2.411,37 реалов (данные: Бразильский институт географии и статистики).
- Индекс развития человеческого потенциала на 2000 составляет 0,629 (данные: Программа развития ООН).